# José Luis Zorrilla de San Martín
José Luis Zorrilla de San Martín (Madrid, 5 de septiembre de 1891 - Montevideo, 24 de mayo de 1975) fue un escultor y pintor uruguayo, hijo del escritor Juan Zorrilla de San Martín. Fue uno de los escultores que prolongó el modernismo de Antoine Bourdelle en monumentos significativos de Montevideo. En su obra hay ecos de una estética barroca que es una constante en su quehacer plástico. Fue nombrado miembro de número de la Academia Nacional de Bellas Artes de Argentina.

## Biografía

### Inicios artísticos
Hijo del escritor Juan Zorrilla de San Martín, Ministro Plenipotenciario de Uruguay en la Corte de Alfonso XIII. A los tres años se trasladó a París, ciudad en la cual conoció a Carlos Federico Sáez. En 1898 se radicó en Montevideo. Sus primeros retratos al óleo datan de 1906 y muestran una gran influencia de Sáez. Cursó estudios en el Círculo de Bellas Artes con el pintor Vicente Puig y posteriormente recibió clases del escultor Felipe Bernini (1909). Entre 1911 y 1914, realizó sus primeras exposiciones en pequeños salones.
Contrajo matrimonio con Guma Muñoz del Campo, con quien tuvo cinco hijas, Guma,  China, Inés, Teresa y Maria Elvira Zorrilla de San Martín. 
Etapa europea
Al recibir una beca del gobierno uruguayo en 1914, para estudiar en Múnich, debió permanecer en Florencia sin llegar a destino debido a que se desató la Primera Guerra Mundial. Regresó a Uruguay al año siguiente e ingresó al Palacio Legislativo como ayudante de escultura. Ganó el Concurso Internacional para erigir el Monumento al Gaucho en 1922 y ya casado con Guma Muñoz del Campo, se trasladó con ella y sus dos primeras hijas - Guma y Concepción - a París, donde instaló un taller y estudió con el escultor Antoine Bourdelle. 
El monumento debió fundirlo en Bruselas, ya que el mejor taller de fundición de la capital francesa estaba ocupado en la realización del Alvear de Bourdelle, a quien más adelante se vincularía como discípulo y como amigo. En ese mismo año, realizó el "Viejo Vizcacha", sobre el personaje del Martín Fierro, y la estatua de José Gervasio Artigas en el Paraguay. 
De esa época es también "San José y el Niño", destinada a una iglesia de la isla Saint Louis. Paralelamente concurría a los talleres de Maillol, Despiau y Drivier. En 1925 presentó La Fuente de los Atletas, en el Salón de Otoño (actualmente, ubicada en el Parque Rodó de Montevideo), por la cual recibió la Medalla de Plata.

### Regreso a Uruguay
En 1925 regresó a Uruguay y al año siguiente se inauguró el Monumento al Gaucho. Obra de los años siguientes: monumento a la Batalla de Sarandí (1930), decoración de la capilla de la cárcel de mujeres (1930), estatua ecuestre del Grito de Asencio (1936) y el obelisco a los constituyentes de 1830 (también de 1936, aguja de granito de 41 metros de alto, con tres alegorías de bronce, instalado en el Parque José Batlle y Ordóñez de Montevideo). 
De 1930 es el monumento yacente de Monseñor Mariano Soler, Primer Arzobispo de Montevideo, emplazado en la Catedral de esa ciudad. Fue invitado a concurrir a la Exposición de París de 1937 y declarado "huésped de honor". En 1940, a su vez, fue invitado a viajar a los EE. UU., por el presidente Franklin D. Roosevelt.
En 1937 ganó el concurso internacional para el monumento al General Julio Roca en Buenos Aires y abrió un taller en esa ciudad para su ejecución. La obra fue inaugurada en 1941 y se encuentra en la esquina de la Avenida Presidente Julio Argentino Roca y la calle Perú. En su base revestida en mármol, se destacan dos alegorías que representan la Patria y el Trabajo, y en el coronamiento del monumento se erige la escultura del General Roca montando un caballo.
En 1947 realizó la estatua de Artigas que se encuentra en el Banco de la República Oriental del Uruguay (inaugurada en 1949). 
El monumento a Artigas, encargado por el gobierno de Argentina, fue realizado en 1960, pero su inauguración se demoró hasta 1971. En 1966, con motivo de inaugurarse la estatua de Artigas de pie, fue invitado por el gobierno de Italia a concurrir al acto y se le otorgó el título de Comendador. También realizó un Artigas con destino a Villa Borghese, en Roma (1967). El Viejo Pancho, emplazado en la plaza de la calle Libertad de Montevideo, data de 1969. 
Entre 1940 y 1961 fue director del Museo Nacional de Artes Visuales de Montevideo.
Falleció en Montevideo a los 83 años de edad. 
El edificio lindero al Museo Zorrilla en Punta Carretas alberga su taller. La Escuela Pública N.º 193 y la calle donde se localiza el Museo Zorrilla de Montevideo lleva su nombre como homenaje.

## Obras
| Obra | Título                                             | Fecha | Ubicación    |
| ---- | -------------------------------------------------- | ----- | ------------ |
|      | Fuente de los Atletas.                             | 1927  | Montevideo   |
|      | Monumento al Gaucho.                               | 1930  | Montevideo   |
|      | Tumba de Monseñor Mariano Soler.                   | 1930  | Montevideo   |
|      | Obelisco de homenaje a los Constituyentes de 1830. | 1937  | Montevideo   |
|      | Monumento al General Julio Argentino Roca          | 1941  | Buenos Aires |
|      | Estatua ecuestre a Aparicio Saravia.               | 1956  | Montevideo   |
|      | Monumento a Juan Zorrilla de San Martín.           |       | Montevideo   |